# Disocactus kimnachii
A Disocactus kimnachii a kaktuszfélék családjába tartozó természetes intergenerikus hibrid, amely a kutatások szerint valamely Disocactus-faj és az Epiphyllum crenatum subsp. kimnachii között jött létre.

## Elterjedése és élőhelye
Közép-Amerikában, Costa Rica (San José), San Isidro the Coronado, epifitikus trópusi esőerdőiben 1400 m tengerszint feletti magasságig fordul elő.

## Jellemzői
Bazális szártagjai max. 600 mm hosszúak, tőből elágazóak, tövük hengeres, 6–8 mm átmérőjűek, közepük háromszögletes, 20–30 mm átmérőjűek, a csúcsuk lapított, 20–40 mm széles, 6 mm vastag, zöld színű, élei 20 mm-enként bevágottak. Areolái 1,5 mm szélesek, krémszínű szőröket hordoznak. 1-4 tövise 1–4 mm hosszú, szétállók. Tölcsér formájú virágai 170 mm nagyságúak, a tölcsér 90–100 mm hosszú, zöldes árnyalatú, pikkelyszirmai rózsaszínűek. S külső szirmok barnás-rózsaszínűek, a belsők rózsavörösek, sárgás-fehéres színnel a virágok torkában. A porzószálak krémszínűek, a portokok sárgák. A bibe zöldessárga, a bibepárna sárga. Termése többé-kevésbé gömbölyű, 20–30 mm hosszú, pikkelyekkel és tövisekkel borított, vörös színű bogyó, a pulpa fehéres rózsaszínű. Magjai 1,6×1×0,7 mm nagyságúak.

## Rokonsági viszonyai
A legújabb kutatási eredmények szerint a taxon nem önálló faj, hanem egy természetes előfordulással rendelkező intergenerikus hibrid az, Epiphyllum crenatum subsp. kimnachii és a Disocactus nemzetség Heliocereus-csoportjának (Ackermannia és Nopalxochia alnemzetségek) valamely faja között (Bauer CSI 17:53' [2003])